# 猫とカナリヤ (1939年の映画)
『猫とカナリア』（The Cat and the Canary）は、1927年の映画『猫とカナリヤ』をリメイクした、1939年のコメディーホラー映画であり、1922年のジョン・ウィラードの劇を基にしている。

## 配役
- ボブ・ホープ（ウォーリー・キャンプベル役）
- ポーレット・ゴダード（ジョイス・ノーマン役）
- ジョン・ベアール（フレッド・ブライス役）
- ダグラス・モンゴメリ（チャールズ・ワイルダー役）
- ゲイル・ソンダガード（ミス・ルウ役）
- エリザベス・パターソン（アント・スーザン役）
- ジョージ・ズッコ（ミスター・クロスビー、弁護士役）
- ニディア・ウェストマン（シシリー役）
- ジョン・レイ（ガード・ヘンドリックス役）
- ジョージ・リガス（インディアンガイド役）

### 記入されていない役者
- ミルトン・キビー（カメラマン役）
- チャールズ・レイン（報道記者役）
- フランク・メルトン（報道記者役）
- チーフ・サンダークラウド（インディアンガイド役）

## あらすじ
百万長者のサイラス・ノーマンが死んでから10年が経過した。サイラスの弁護士、コスビーはサイラスの”reading of the will”のためにニューオリンズのマンションにサイラスの残された6人の親族を集めた。他の5人が期待はずれなことに、ジョイスだけが唯一の遺産相続人だったが、家族が精神病気味なために、ジョイスがその犠牲者になった時のためにと二つ目の遺言が書かれていた。これがジョイスを危険にさらすことになったのである。突然、サイラスのメイドであるミス・ルウが現れ、その夜に彼らの内の誰か一人が死ぬことを悪魔が告げたと、親族6人に警告した。この後、刑務官のヘンドリックは、彼らに”The Cat”という殺人狂が脱獄したと警告してきた。これは殺人事件、謎、陰謀に包まれた夜のサイラスの親族を映した映画である。